# Estadio Nacional de Chiazi
El Estadio Chimandela es un estadio ubicado en Cabinda, Angola. Fue una de las sedes de la Copa Africana de Naciones 2010. Es uno de los otros tres estadios construidos para este torneo y recibió gran parte de los encuentros del Grupo B, uno del Grupo A y uno de cuartos de final.